# Антарктическа морска котка
Антарктическата морска котка (Arctocephalus gazella) е вид бозайник от семейство Ушати тюлени (Otariidae).

## Разпространение
Видът е разпространен в Буве, Френски южни и антарктически територии (Кергелен и Крозе), Хърд и Макдоналд и Южна Джорджия и Южни Сандвичеви острови.